# Damalina semperi
Damalina semperi är en tvåvingeart som beskrevs av Osten Sacken 1882. Damalina semperi ingår i släktet Damalina och familjen rovflugor.
Artens utbredningsområde är Filippinerna. Inga underarter finns listade i Catalogue of Life.